# Huge in France
Huge in France – amerykański internetowy serial (komedia), którego twórcami są Gad Elmaleh, Andrew Mogel i Jarrad Paul.
Wszystkie 8 odcinków pierwszej serii zostało udostępnionych 12 kwietnia 2019 roku na platformie Netflix.

## Fabuła
Serial opowiada o Gadzie, francuskim komiku, który jest sławny w swoim kraju. Postanawia przeprowadzić się do Los Angeles, gdzie mieszka jego syn.

## Obsada

### Główna
- Gad Elmaleh jako on sam
- Matthew Del Negro jako Jason Alan Ross
- Erinn Hayes jako Vivian
- Scott Keiji Takeda jako Brian Kurihara
- Jordan Ver Hoeve jako Luke

### Pozostałe role
- Austin Fryberger jako Zene
- Keana Marie jako James
- Brittany Ross jako Heather
- André Tardieu jako Adrian

## Odcinki
| Sezon | Odcinki | Oryginalna emisja w Netflix | Oryginalna emisja w Netflix | Oryginalna emisja w Netflix Polska | Oryginalna emisja w Netflix Polska | Oryginalna emisja w Netflix Polska |
| Sezon | Odcinki | Premiera sezonu             | Finał sezonu                | Premiera sezonu                    | Finał sezonu                       |                                    |
| ----- | ------- | --------------------------- | --------------------------- | ---------------------------------- | ---------------------------------- | ---------------------------------- |
| 1     | 8       | 12 kwietnia 2019            | 12 kwietnia 2019            | 12 kwietnia 2019                   | 12 kwietnia 2019                   |                                    |

## Produkcja
10 listopada 2017 roku  platforma Netflix ogłosiła zamówienie pierwszego sezon serialu.